# Palazzo delle Farine
Palazzo delle Farine, già degli Antellesi, si trova in via della Condotta, angolo via delle Farine, a Firenze. Si tratta di un interessante esempio di stile di transizione nell'edilizia civile dalla casa-torre due-trecentesca, a palazzi di maggior dimensione e pregio.

## Storia e descrizione
Venne fatto edificare da Giuliano di Taddeo dell'Antella e qui risiedette la sua famiglia, tanto che in questo tratto via della Condotta si chiamava anticamente "via degli Antellesi".
Il palazzo fu poi venduto, quando ormai la famiglia viveva nel palazzo dell'Antella in piazza Santa Croce, al granduca Cosimo I de' Medici, il quale lo destinò, vista anche la sua vicinanza a Palazzo Vecchio, agli uffici delle macine e della farina, cioè quei controllori fiscali dell'attività dei mulini e della loro produzione.

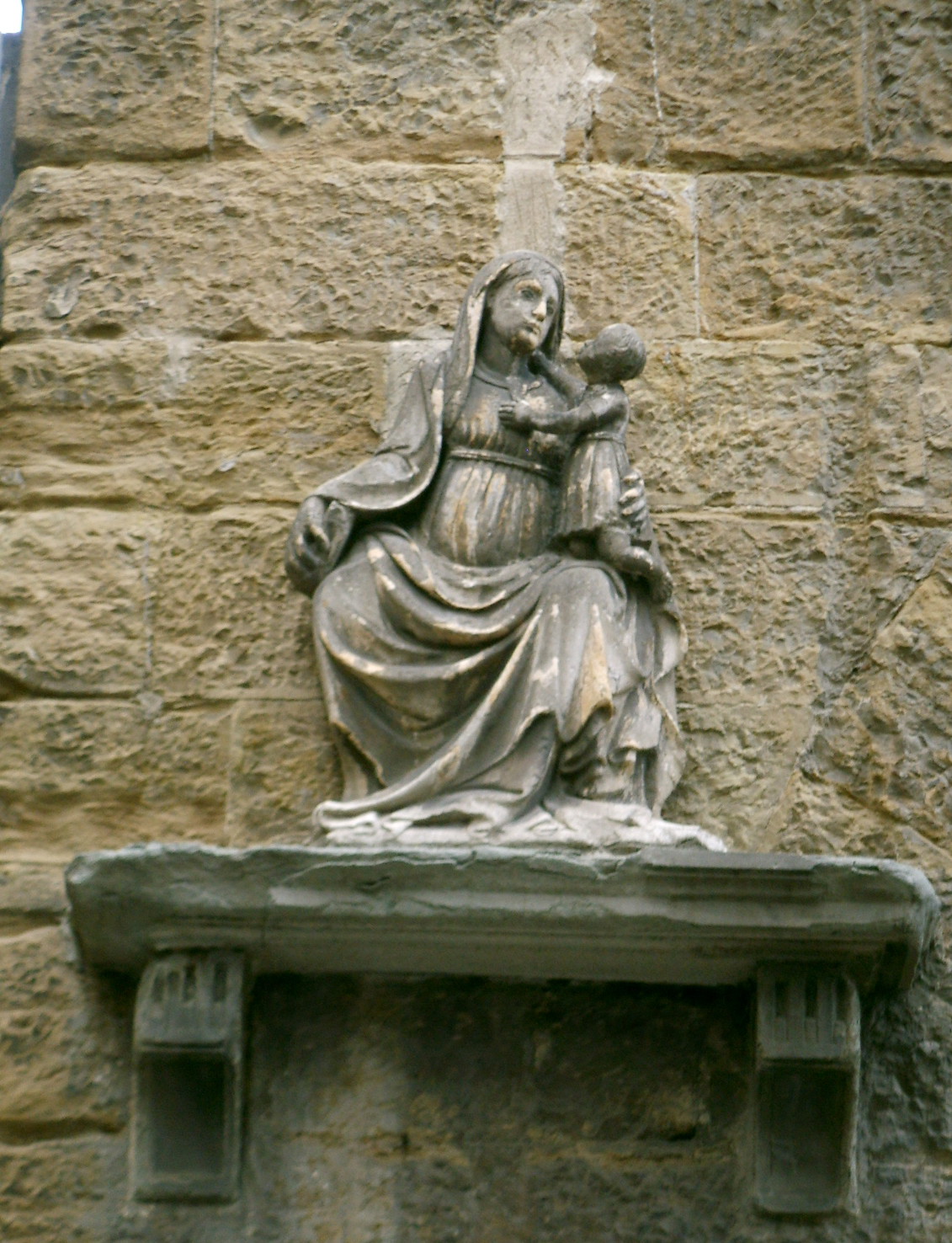
La Madonna scolpita

L'aspetto esterno del palazzo è tipico della case di mercanti della fine del XIV-inizio del XV secolo, con grande aperture al pian terreno, dove si trovavano i fondaci e botteghe commerciali (usati ancora oggi come esercizi commerciali), con solidi archi che si aprono nella muratura a bugnato rustico in pietraforte. 
I piani superiori invece sono intonacati e si intravedono ancora i resti delle finestre ad arco, sebbene oggi sostituite da finestre di forma rettangolare.  Sulla cantonata è presente uno stemma dei Dell'Antella, mentre più in basso si trova una scultura schiettamente quattrocentesca riproducente la Madonna col Bambino. La Vergine, avvolta da un ampio panneggio che lascia però vedere l'impostazione delle gambe, è seduta quasi di profilo, con un libro chiuso nella mano destra, mentre con la sinistra sorregge alla vita il Figlio già grandicello, inginocchiato e vestito con abiti da fanciullo. La notevole ricchezza delle vesti ed i movimenti naturali delle figure, fanno ravvisare la buona mano dell'artista che eseguì l'opera, forse da attribuirsi alla bottega di Jacopo della Quercia.